# Право Стародавнього Єгипту
Право Стародавнього Єгипту — система юридичних відносин, що поєднувало письмове та усне законодавство та відповідні інституції, які відповідали до додержання правових норм.

## Характеристика
У Стародавньому Єгипті існувала розвинена правова система. Втім жодного повного зводу законів дотепер не збереглося. Незначні свідчення містяться на «Палермському камінні», плиті з чорного базальту (діорита) заввишки 2 м та завширшки 60 см, що містить запис про періоди історії Стародавнього Єгипту в кілька століть, починаючи з додинастичного часу. Збереглося кілька декретів фараона Сеті I на користь храму Осіріса, в яких встановлюються суворі покарання за розкрадання надбання храму.
Правова система базувалася на принципі повного авторитаризму володаря — фараона. Проте дослідники не можуть впевнено стверджувати те, що фараон займався законодавством. Відомо, що найвідомішими законотворцями були фараони в часи піднесення держави, серед них відомо про Хеопса, Пепі II, Хатшепсут, Тутмоса III, Сеті I, Рамсеса II та Рамсеса III.
Для ознайомлення зі станом справ на місцях головними особами держави (фараоном, чаті, головним скарбником) здійснювалися щорічні або щомісячні огляди — об'їзди областей і перепис населення. В цей час збиралися скарги на місцеву владу, розглядалися складні справи, переглядалися рішення номархів.
Особлива роль відводилася писарям. Від них були потрібні особлива точність і бездоганне знання єгипетського діловодства. Вони проводили регулярний перепис і два рази в рік становили кадастр земельного фонду фараона. Також вели запис судових справ, де вказували обставини та вирок.
Стосовно наявності різних галузей права нічого не відомо. Знано, що були державні, земельні, майнові, військові, сімейні, храмові справи. Також існувала мінімум 6 судових палат, що напевне відповідає окремим галузям права. Характер деякий справ, зокрема наявність шлюбного контракту, свідчать про поєднання декількох галузей права, насамперед з питаннями майна, що було ключовим в давньоєгипетському суспільстві та державі.
Значний напрямок складали карні справи, про них відомо більше оскільки є згадки про пограбування поховань фараонів та їх родичів. Починаючи з Давнього царства єгиптяни висікали на видному місці великими ієрогліфами попередження того, хто буде вести себе негідно в гробниці, хто пограбує або пошкодить статую, розпис, написи або будь-які речі поховального культу. За це йому обіцяли жорстокі кари.
Відомо, що справи стосовно спадку вирішував безпосередньо фараон. Законів, що чітко регламентували порядок спадкування, не було, так доньки також могли отримувати у спадок землю, особливо якщо в родині не було синів.
До того ж, всі землі, подаровані фараоном, передавалися на основі царських декретів, які заносилися до «царських писань» в канцеляріях чаті. Тому часто питання майно й землі визначали саме володарі. Так, Аменхотеп III видав указ, який визначав статус палацу Ка його фаворита Аменхотепа, сина Хапу.
Під час розслідування справи застосували биття кийками (дженен). Били трьома засобами, тому що єгипетською мовою для цього покарання було три терміни: «беджен», «неджем» і «меніни». Деякі послідовно отримували покарання всіх трьох видів, але достеменно не відомо, чим вони відрізнялися. Били по спині, по долонях і стопах. Застосовувалися інші тортури під час дізнання, зокрема заворот зап'ястя і щиколотки. Звільняли обвинувачених рідко. Проте рішення суду не збереглися. Невідомо стосовно винесених вироків. Ймовірно, нещасні загинули під тортурами.
Приватні листи могли використовуватися в суді як докази, так як почерк кожної людини вважався унікальним.

## Судді
Фараон був головним суддею держави. Проте він розглядав найбільш складні та найважливіші справи, що стосувалися державної, військової безпеки, правопорушень стосовно жрецтва й храмів.
Переважно відповідав за судову систему чаті (візир), що був своєрідним заступником фараона з адміністративно-судових справ. Його функції зводилися до видання законів, підвищення в чинах, встановлення прикордонних знаків, обов'язки судді, здійснення вищих поліцейських функції. Крім того, чаті був головою 6 судових палат. Найвідомішими чаті були Рехмір за фараонів Тутмоса III та Аменхотепа II (XVIII династія), Рахотеп II за фараона Рамсеса II (XIX династія), Герігор за фараона Рамсеса XI (XX династія).
Справи стосовно поплюження царських поховань розслідували відповідні «князі», що підпорядковувалися чаті. Так, за великий некрополь у Долині царів відповідав «князь Заходу», якому підпорядковувалися варта, меджаї і численні вартові. До судової інстанції належали також суді та судові писарі. При значних та постійних порушеннях, особливо, які здійснювали групи осіб збиралася слідча комісія, до якої входили чаті, царські кравчі, хранитель скарбниці, носії опахал, писарі і глашатаї.
Водночас порушення у податковій й фінансовій сфері контролював головний скарбник. Він керував усім матеріальним рухомим і нерухомим майном, здійснював нагляд за дотриманням всіх економічних указів фараона і контроль за податковим збором.
З часів Середнього царства все частіше обов'язки верховних суддів в групах номів виконували верховні жерці, зокрема богів Амона і Ра у Фівах та Геліополі відповідно, іноді бога Птаха в Мемфісі.
Поточні випадки вирішувалися головами провінцій (номів) — номархів, що розглядав справи в межах своєї відповідальності. Справи в рамках давньоєгипетської громади вирішували старости та ради, що називалися джаджати.
В часи послаблення центрального уряду судові обов'язки виконувалися не відповідно, особливо що стосувалася храмового майна, поховань фараонів, жерців, інших державних скарбниць.

## Покарання
Покарання засуджених злочинців призначалося фараоном, і тому відносяться до справи документи відсилалися до нього для резолюції, в той час як підсудні очікували своєї долі в ув'язненні.
Як покарання застосовувалося заслання до Нубії, винних калічили, відправляли до каменярень й копалень, або «ставили на дерево». Вчені вважають, що під цим розуміли саджання на палю, інші — прив'язували до стовпа і забивали палицями на смерть. Також відрубали голову, спалювали, наказували чинити самогубство, топили у воді. В інших випадках застосовували штраф, конфіскацію майна, биття палицями не до смерті, відрізання носа та вух, тюремне ув'язнення.
За інформацією, що міститься в папірусах Давнього царства, (нині зберігаються в Берлінському Новому музеї; Санкт-Петербурзі в Державному Ермітажі (№ 1116А); в московському Музеї образотворчих мистецтв ім. А. С. Пушкіна (№ 4658); в Копенгагені (папірус Карлсберг, VI-С) робиться висновок про те, що апелювати до фараона можна було завжди. Разом з тим з папірусів відомі численні випадки, коли за хабар злочинці уникали покарання.